# Vẹt (thực vật)
Chi Vẹt (danh pháp khoa học: Bruguiera) là một chi thực vật trong họ Đước. Đây là một chi nhỏ gồm 6 loài thực vật rừng ngập mặn của Ấn Độ Dương và tây Thái Bình Dương, phân bố kéo dài từ Đông Phi và Madagascar qua vùng ven biển Ấn Độ, Sri Lanka và Đông Nam Á đến miền bắc Úc, Melanesia và Polynesia. Nó đặc trưng bởi lá đài có 6-18 cánh hình mũi mác, thùy nhọn, 16-32 nhụy, khi nở giải phóng phấn hoa, và phát tán dễ dàng. Tên chi được đặt theo tên nhà sinh vật học và thám hiểm người Pháp Jean Guillaume Bruguière (1750–1798).

## Các loài
- Bruguiera cylindrica (L.) Blume (vẹt trụ, vẹt khang)
- Bruguiera exaristata Ding Hou
- Bruguiera gymnorrhiza (L.) Lamk. (vẹt dù, vẹt rễ lồi)
- Bruguiera hainesii C. G. Rogers (vẹt hainesii)
- Bruguiera parviflora (Roxb.) Wight & Arn. Ex Griff. (vẹt tách)
- Bruguiera sexangula (Lour.) Poir. (vẹt đen, vẹt khang)

Loại cây lai giữa B. gymnorrhiza và B. sexangula có tên khoa học là Bruguiera × rhynchopetala.